# 赞斯维尔 (印第安纳州)
赞斯维尔（英語：Zanesville）為美国印第安纳州城镇，地跨艾伦县、韦尔斯县。总人口600（2010年）。